# Шульман, Маршалл
Маршалл Шульман (англ. Marshall Darrow Shulman; 1916—2007) — американский учёный-политолог (советолог) и государственный деятель, дипломат.

## Биография
Окончил Мичиганский (1937) и Колумбийский (1948) университеты, а также магистратуру Гарвардского университета.
Начинал карьеру сотрудником американского представительства при Лиге Наций (1939—1940). 
В период Второй мировой войны служил в ВВС США. 
С 1949 по 1953 годы работал в Госдепартаменте США. В частности, он три года занимал пост советника по особым Государственного секретаря Дина Ачесона.
В 1960-е годы Шульман был ведущим экспертом Демократической партии в области внешней политики. В 1977—1980 гг. в администрации Президента США Джимми Картера занимал пост специального советника госсекретаря Сайруса Вэнса по советским делам в ранге посла. 
В 1954—1962 гг. — заместитель директора Русского исследовательского центра Гарвардского университета (англ. Russian Research Center, Harvard University), с 1968 года — профессор международной политики Флетчеровской школы права и дипломатии (англ. Fletcher School of Law and Diplomacy), где читал курс лекций по международной политике. 
Посетил СССР 40 раз. Сыграл важную роль в создании Российского института Гарримана при Колумбийском университете. Собрал свои лекции про СССР в книгу «За пределами холодной войны» (Beyond the Cold War).